# Gijsbert Willem van Dedem

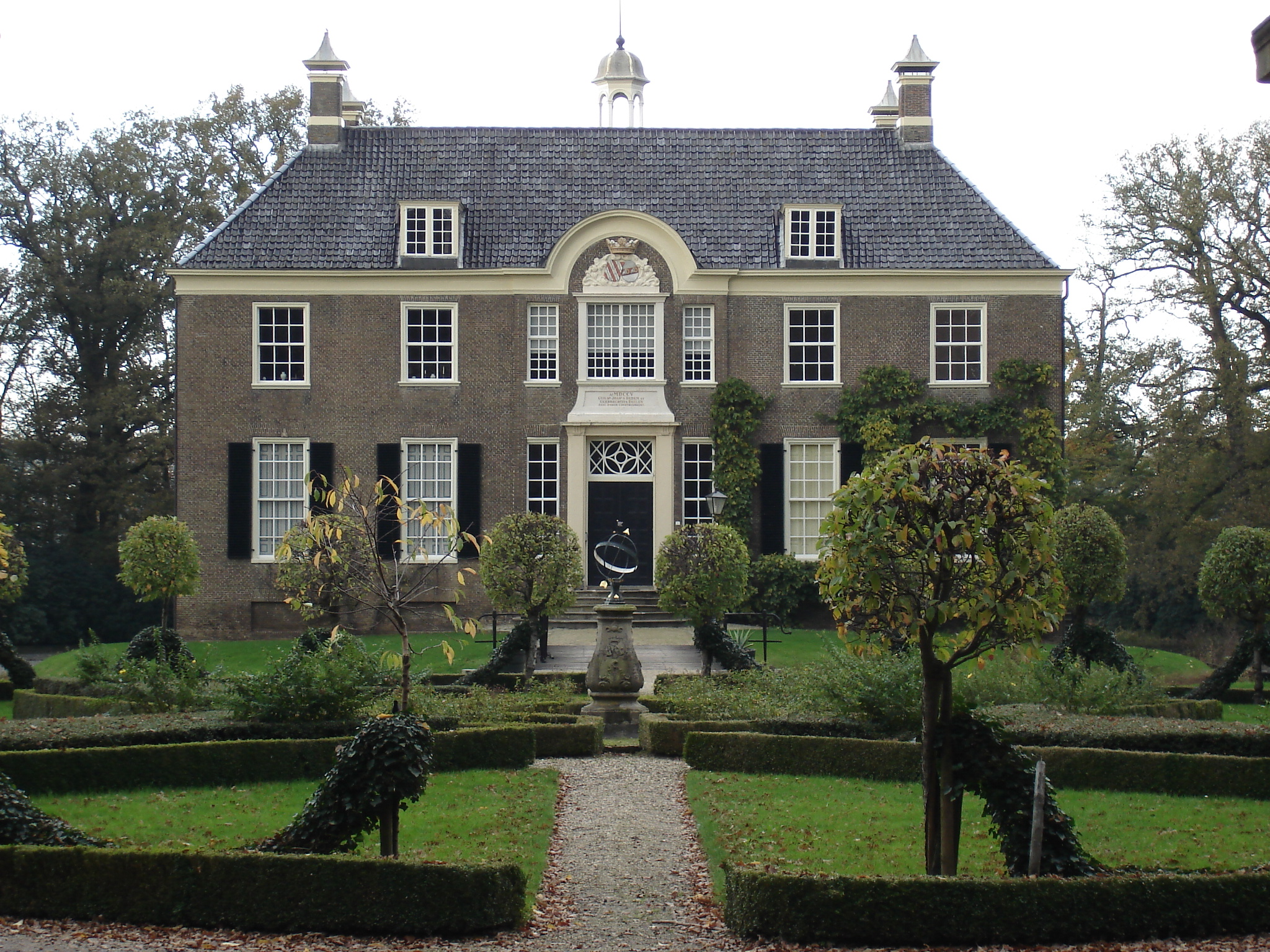
Den Berg (havezate)

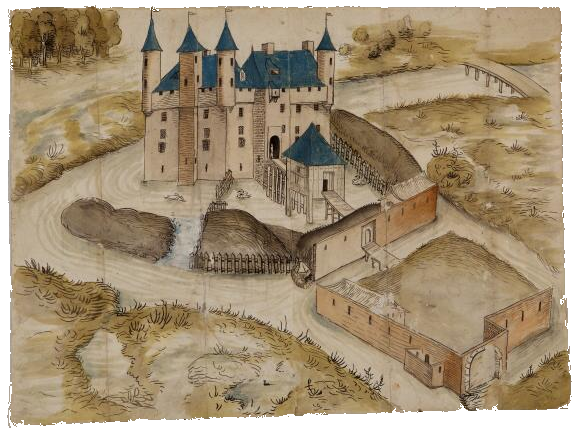
Huis Driesberg in 1555

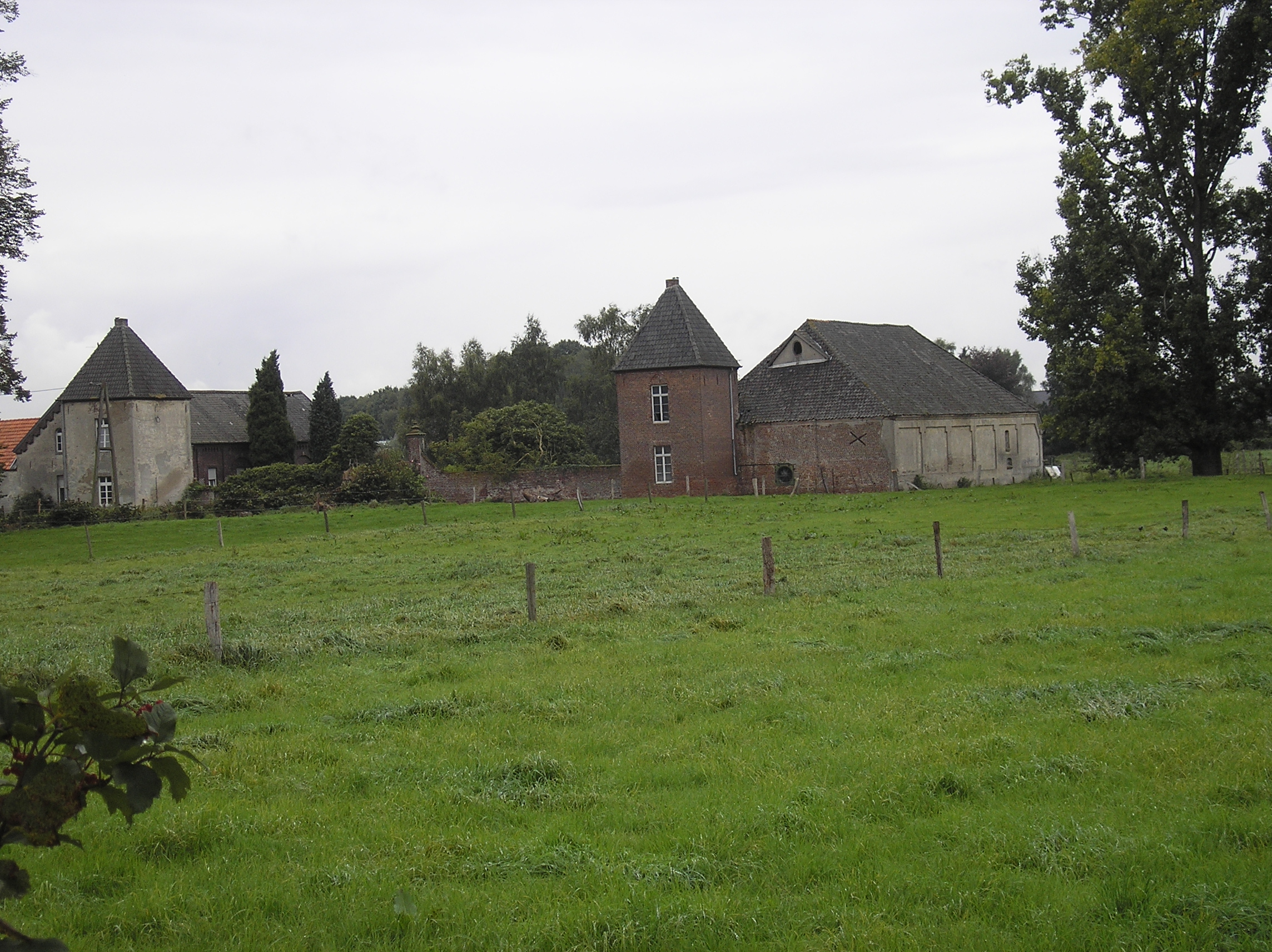
Huis Driesberg

Gijsbert Willem van Dedem, heer van den Berg en Driesberg, (Zwolle, 7 maart 1697 - Huis Driesberg, Kessel, 18 juni 1762) was lid van de ridderschap van Overijssel en werd in 1754 verbannen wegens moord op zijn jagermeester.

## Leven en werk
Van Dedem was een zoon van luitenant-kolonel Willem Jan van Dedem, heer van den Berg (1656-1738) en Gerbregt van Delen, vrouwe van Maurik en Oldenaller (1660-1733). Hij trouwde in 1727 met Theodora Judith Margriet van Isselmuden (1706-1776), lid van de familie Van Isselmuden met wie hij acht kinderen kreeg.
In 1721 werd hij toegelaten tot de ridderschap van Overijssel. Hij zou lid blijven tot 1754. In 1722 en 1723 was Van Dedem lid van de Generaliteitskamer namens de ridderschap, van 1725 tot 1727 gecommitteerde bij de Raad van State.
In 1750 werd Jan Kramer aangesteld tot zijn jagermeester. In 1752 vluchtte Van Dedem met zijn oudste zoon Willem Jan van Dedem (Dalfsen 1728-Driesberg 1806) naar het Kleefse omdat zij  tezamen op 3 juli 1752 hun jagermeester hadden gedood/vermoord. Op 22 oktober 1753 kocht hij het huis Driesberg van Johann Gijsbert Ludolf Adriaan van Neukirchen genaamd Nyvenheim, heer van Driesberg, Kessel en Mook, heer van de Musschenberg (1705-1771), lid en later voorzitter van de Kleefse Ridderschap, en lid van de familie Van Neukirchen genaamd Nyvenheim en zo werd hij de stamvader van de tak Van Dedem van Driesberg. Het huis Driesberg zou tot 1831 in de familie Van Dedem blijven.
In 1762 overleed Van Dedem op het huis Driesberg, in 1776 zijn echtgenote.